# Тит (Матфеакис)
Митрополи́т Тит (греч. Μητροπολίτης Τίτος в миру Констандинос Матфеакис греч. Κωνσταντίνος Ματθαιάκης; 14 [27] сентября 1912, Афины — 4 сентября 1991, Греция) — епископ Элладской православной церкви, митрополит Парамитийский, Фильятеский, Гиромерийский и Паргаский (1991—1993).

## Биография
Родился 14 сентября 1912 года в Афинах в Греции.
В 1935 году окончил богословский факультет Афинского университета и в том же году архимандритом Хризостомом (Даскалакисом) настоятелем Успенского монастыра в Пендели был пострижен в монашество.
В 1937 году епископом Таландийским Пантелеимоном был хиротонисан во диакона, а 6 февраля 1938 года архиепископом Афинским Хризостомом I хиротонисан во пресвитера после чего был проповедником в Фокидской митрополии, а с 1939 года — в Элефтерупольской митрополии.
С 1940 года служил военным капелланом, а в 1949 году направлен в Экуменический институт Боссэ, где обучался в аспирантуре. По её окончании служил проповедником в Афинах, в 1951 году — в Веррийской митрополии, в 1957 году — в Маронийской митрополии (митрополию возглавлял его брат — Тимофей (Матфеакис)).
15 декабря 1957 года состоялась его архиерейская хиротония в митрополита Парамитийского, Фильятеского, Гиромерийского и Паргаского. Хиротонию совершили: архиепископ Афинский Феоклит ΙΙ, митрополит Аттикийский Иаков (Ваванацос), митрополит Фессалоникийский Пантелеимон (Папагеоргиу), митрополит Полианийский Иоаким (Смирниотис) и митрополит Маронийский Тимофей (Матфеакис).
12 декабря 1968 года уволен на покой. Скончался 4 сентября 1991 года.